# Aucula buprasium
Aucula buprasium är en fjärilsart som beskrevs av Druce 1897. Aucula buprasium ingår i släktet Aucula och familjen nattflyn. Inga underarter finns listade i Catalogue of Life.